# 東京都立城東高等学校
東京都立城東高等学校（とうきょうとりつじょうとうこうとうがっこう）は、東京都江東区大島三丁目に所在する都立高等学校。

## 概要
1978年に開校した都立校。1990年代半ばに至るまで毎年東京大学に複数合格者を出していたこともあり、進学指導推進校に指定されており、土曜授業導入や補習体制などを敷いている。運動部の参加率が高く、活動が非常に盛んなことで知られ、「スポーツの城東」と称されることがある。全国出場の常連であるなぎなた部や、2度の夏の甲子園大会出場経験を持つ野球部が強豪として知られている。野球部などいくつかの運動部でスポーツ特別推薦を実施している。一般入試においては都の共通問題を使用している。近隣には江東区立第二大島中学校が位置し、校内には伊藤左千夫の歌碑がある。

## 沿革
- 1976年12月25日 校地を東京都が買収（日本ロール・東京鋼鉄跡）。
- 1977年6月8日 校舎第1期工事起工。
- 1977年10月16日 東京都立篠崎高等学校内に開設準備事務所設置。
- 1977年12月23日 東京都立城東高等学校として設置。
- 1978年1月21日 校章・制服制定。
- 1978年2月 第1回入学選抜学力検査実施（学校群には属さず単独選抜）。
- 1978年3月28日 校旗制定。
- 1978年4月1日 東京都立深川商業高等学校・商業教育共同実習所の仮校舎にて開校。
- 1978年4月8日 第1回入学式を江東公会堂に於いて挙行、405名入学。
- 1978年4月9日 深川商業高校に於いて授業開始。
- 1978年5月27日 PTA設立。
- 1978年9月30日 本校舎へ移転。
- 1978年10月2日 本校舎に於いて授業開始。
- 1978年12月7日 グランド開きを兼ねて第1回体育祭開催。
- 1979年3月1日 第1回合唱コンクールを江東公会堂に於いて開催。
- 1979年4月9日 第2回入学式を本校体育館に於いて挙行、413名入学。
- 1979年10月6日 第1回城東祭（文化祭・体育祭）開催。
- 1979年11月6日 伊藤左千夫歌碑を設置。
- 1980年4月8日 第3回入学式を本校体育館に於いて挙行、470名入学。臨時学級増により10学級編成となる。
- 1980年5月24日 開校記念式典挙行。
- 1980年8月29日 大講義室・昇降口新設。
- 1981年3月13日 第1回卒業式を本校体育館に於いて挙行、390名卒業。
- 1982年2月 グループ合同選抜制度導入。深川・東・江戸川・小松川・小岩・葛西南・篠崎の各校と62グループに編成される。
- 1987年5月23日 創立10周年記念式典挙行。
- 1992年4月16日 パソコン教室設置。
- 1992年5月1日 LL教室設置。
- 1994年2月 単独選抜制度導入。
- 1997年11月1日 創立20周年記念式典挙行。
- 1999年8月13日 第81回全国高等学校野球選手権大会出場。
- 2001年8月14日 第83回全国高等学校野球選手権大会出場。
- 2007年6月14日 進学指導推進校に指定される。
- 2007年10月 創立30周年記念式典挙行。
- 2018年8月体育館棟完成
- 2019年9月教室棟完成予定

## 部活動
スポーツ推薦は野球部、バレーボール部、バスケットボール部がある。なぎなた部は何度も全国大会に出場している。また、バドミントン部も強豪である。関東大会にも何度も出場している。

### 野球部
東京で有数の強豪校として知られている。スポーツ特別推薦では3名の硬式野球枠を導入。1999年、都立校では国立高校に次いで2番目に、東東京大会では初めて夏の甲子園大会に出場し、2001年の同大会にも出場。
- 1999年8月、2001年8月 - いずれも2回戦

### バドミントン部
都立では強豪である。関東大会に出場したこともある。2022年の南関東国公立大会では準優勝を果たしている。

## 学校行事
城東祭（体育祭）
例年6月初旬に実施。
城東祭（文化祭）
例年9月中旬に実施。
修学旅行
例年11月に実施。
合唱祭
例年3月に実施。
マラソン大会
例年2月中旬に実施。

## 著名な卒業生
- 居島一平（米粒写経）
- 岡野美和子（パーソナリティ）
- 下田武史（アナウンサー）
- 伊藤健太 (アナウンサー)
- 矢作美樹（元チェキッ娘）
- 須藤真澄（漫画家）
- 落合弘治（声優、俳優）

### ドラマ・漫画など
- 恩田すみれ、仙石恒史の出身校とされている。

## 著名な教職員・関係者
- 有馬信夫（同校硬式野球部元監督。初の甲子園に出場した際の監督）

## 関連書籍
- 「都立城東高校 甲子園出場物語」 手束仁 アリアドネ企画

## 最寄駅
- 亀戸駅と西大島駅駅のほぼ中間